# Cratere Kamar
Kamar è un cratere sulla superficie di Encelado.